# مارتينسفيل (فيرجينيا)
مارتينسفيل (بالإنجليزية: Martinsville, Virginia)‏ هي مدينة تقع في الولايات المتحدة في فيرجينيا. يقدر عدد سكانها بـ 13,821 نسمة وترتفع عن سطح البحر 310 متر.

## التركيبة السكانية
حدّد مكتب تعداد الولايات المتحدة بيانات التركيبة السكانية لمارتينسفيل في تعداد الولايات المتحدة. في ما يلي، التركيبة السكانية حسب تعدادي 2000 و2010.

### تعداد عام 2000
بلغ عدد سكان مارتينسفيل 15,416 نسمة بحسب تعداد عام 2000، وبلغ عدد الأسر 6,498 أسرة وعدد العائلات 4,025 عائلة مقيمة في المدينة. في حين سجلت الكثافة السكانية 540.7 نسمة لكل كيلومتر مربع (1,400.4/ميل2). وبلغ عدد الوحدات السكنية 7,249 وحدة بمتوسط كثافة قدره 254.3 لكل كيلومتر مربع (658.6/ميل2).
وتوزع التركيب العرقي للمدينة بنسبة 55.38% من البيض و42.55% من الأمريكيين الأفارقة و0.10% من الأمريكيين الأصليين و0.47% من الأمريكيين ذوي الأصول الآسيوية و0.69% من الأعراق الأخرى و0.81% من عرقين مختلطين أو أكثر و2.32% من الهسبانيون أو اللاتينيون من أي عرق.
بلغ عدد الأسر 6,498 أسرة كانت نسبة 30.8% منها لديها أطفال تحت سن الثامنة عشر تعيش معهم، وبلغت نسبة الأزواج القاطنين مع بعضهم البعض 39% من أصل المجموع الكلي للأسر، ونسبة 19.1% من الأسر كان لديها معيلات من الإناث دون وجود شريك، بينما كانت نسبة 3.8% من الأسر لديها معيلون من الذكور دون وجود شريكة وكانت نسبة 38.1% من غير العائلات. تألفت نسبة 34.2% من أصل جميع الأسر من عدة أفراد يعيشون في نفس المنزل ونسبة 15.4% كانت تتألف من شخص يعيش بمفرده يبلغ من العمر 65 عاماً أو أكثر. وبلغ متوسط حجم الأسرة المعيشية 2.27، أما متوسط حجم العائلات فبلغ 2.89.
بلغ العمر الوسطي للسكان 40.8 عاماً. وكانت نسبة 22.5% من القاطنين تحت سن الثامنة عشر، وكانت نسبة 6.8% بين الثامنة عشر والرابعة والعشرين عاماً، ونسبة 25.8% كانت واقعةً في الفئة العمرية ما بين الخامسة والعشرين والرابعة والأربعين عاماً، ونسبة 22.5% كانت ما بين الخامسة والأربعين والرابعة والستين، ونسبة 17.9% كانت ضمن فئة الخامسة والستين عاماً فما فوق. يوجد لكل 100 أنثى 82.4 ذكر، ويوجد لكل 100 أنثى في الثامنة عشر من عمرها فما فوق 78.3 ذكر.
بلغ متوسط دخل الأسرة في المدينة 27,441 دولارًا، أما متوسط دخل العائلة فبلغ 35,321 دولارًا. وكان متوسط دخل الذكور 28,530 دولارًا مقابل 21,367 دولارًا للإناث. وسجل دخل الفرد الخاص بالمدينة 17,251 دولارًا. وكانت نسبة 14% من العائلات ونسبة 19.2% من السكان تحت خط الفقر، وكان من هؤلاء نسبة 26.6% تحت سن الثامنة عشر ونسبة 16.9% في الخامسة والستين من العمر وما فوق.

### تعداد عام 2010
بلغ عدد سكان مارتينسفيل 13,821 نسمة بحسب تعداد عام 2010، وبلغ عدد الأسر 6,084 أسرة وعدد العائلات 3,565 عائلة مقيمة في المدينة. في حين سجلت الكثافة السكانية 484.8 نسمة لكل كيلومتر مربع (1,255.6/ميل2). وبلغ عدد الوحدات السكنية 7,205 وحدة بمتوسط كثافة قدره 252.7 لكل كيلومتر مربع (654.5/ميل2).
وتوزع التركيب العرقي للمدينة بنسبة 49.95% من البيض و44.95% من الأمريكيين الأفارقة و0.20% من الأمريكيين الأصليين و0.93% من الأمريكيين ذوي الأصول الآسيوية و0.01% من سكان جزر المحيط الهادئ و2.03% من الأعراق الأخرى و1.93% من عرقين مختلطين أو أكثر و3.99% من الهسبانيون أو اللاتينيون من أي عرق.
بلغ عدد الأسر 6,084 أسرة كانت نسبة 27.6% منها لديها أطفال تحت سن الثامنة عشر تعيش معهم، وبلغت نسبة الأزواج القاطنين مع بعضهم البعض 32.5% من أصل المجموع الكلي للأسر، ونسبة 21.5% من الأسر كان لديها معيلات من الإناث دون وجود شريك، بينما كانت نسبة 4.6% من الأسر لديها معيلون من الذكور دون وجود شريكة وكانت نسبة 41.4% من غير العائلات. تألفت نسبة 37.5% من أصل جميع الأسر من عدة أفراد يعيشون في نفس المنزل ونسبة 16% كانت تتألف من شخص يعيش بمفرده يبلغ من العمر 65 عاماً أو أكثر. وبلغ متوسط حجم الأسرة المعيشية 2.21، أما متوسط حجم العائلات فبلغ 2.89.
بلغ العمر الوسطي للسكان 43.6 عاماً. وكانت نسبة 21.4% من القاطنين تحت سن الثامنة عشر، وكانت نسبة 7.9% بين الثامنة عشر والرابعة والعشرين عاماً، ونسبة 22.7% كانت واقعةً في الفئة العمرية ما بين الخامسة والعشرين والرابعة والأربعين عاماً، ونسبة 28.8% كانت ما بين الخامسة والأربعين والرابعة والستين، ونسبة 19.2% كانت ضمن فئة الخامسة والستين عاماً فما فوق. وتوزع التركيب الجنسي للسكان بنسبة 45.5% ذكور و54.5% إناث.

## أعلام
- ربيع عبد الله
- جيمس كينغ
- تود هاندلي
- جون روبرت براون
- بادي أرينغتون
- ريتشي إيفانز
- راندي هاندلي
- ريكي هندريك
- كريستوفر توماس
- ريتشارد إل. هوفمان